# Рамадани, Юльбер
Юльбер Латиф Рамадани (алб. Ylber Latif Ramadani; 12 апреля 1996 года, Урошевац) — албанский футболист, полузащитника клуба «Лечче» и сборной Албании. Участник чемпионата Европы 2024.

## Клубная карьера
Юльбер Рамадани начинал карьеру футболиста в косовском клубе «Феризай» из своего родного города. Он выступал за него, а также за команды «Приштина» и «Дрита» в чемпионате Косова, в то время не являвшегося членом УЕФА или ФИФА, в период с 2013 по 2016 год. В декабре 2015 года стало известно о переходе Рамадани в клуб албанской Суперлиги «Партизани». 17 апреля 2016 года он дебютировал в главной албанской лиге, выйдя на замену на последних секундах домашнего поединка против «Влазнии».

## Карьера в сборной
Косово
Рамадани получил свой первый вызов в молодёжные сборные Косово в возрасте до 19 лет. Сыграл за Косово (до 19 лет) товарищеский матч против Албании в октябре 2015 года и сразу забил свой первый гол. Позже вызывался на сборы в Косово (до 21 года), но в официальных матчах участия не принимал.
Албания
В 2017 году Рамадани стал играть за молодёжные сборные Албании.
13 ноября 2017 года был впервые вызван на сборы основной команды Албании. Дебютировал на поле 26 марта 2018 года в товарищеском матче против сборной Норвегии.

### Матчи за сборную
| № | Дата            | Оппонент | Счёт | Голы  | Пасы | Карточки | Минуты | Соревнование             |
| - | --------------- | -------- | ---- | ----- | ---- | -------- | ------ | ------------------------ |
| 1 | 26 марта 2018   | Норвегия | 0:1  | —     | —    | —        | 90'    | Товарищеский матч        |
| 2 | 29 мая 2018     | Косово   | 0:3  | —     | —    | —        | 90'    | Товарищеский матч        |
| 3 | 3 июня 2018     | Украина  | 1:4  | —     | —    | —        | 26'    | Товарищеский матч        |
| 4 | 10 октября 2018 | Иордания | 0:0  | —     | —    | —        | 45'    | Товарищеский матч        |
| 5 | 11 июня 2019    | Молдова  | 2:0  | 90+2′ | —    | —        | 90'    | Отбор ЧЕ-2020 (группа H) |
| 6 | 7 сентября 2019 | Франция  | 1:4  | —     | —    | —        | 54'    | Отбор ЧЕ-2020 (группа H) |

Итого: сыграно матчей: 6 / забито голов: 1; победы: 1, ничьи: 1, поражения: 4.eu-football.info.
Последний матч (на замене): 14 Октября 2019 года — Отбор ЧЕ-2020 (группа H) против Молдавии.